# Czarna Hańcza (Podlachie)
Czarna Hańcza (Podlachie) est un village de Pologne, situé dans la gmina de Giby, dans le powiat de Sejny, dans la voïvodie de Podlachie à l'est de la Pologne.